# 山崎洋子 (教育学者)
山崎 洋子（やまざき ようこ、1948年 - ）は、日本の教育学者、武庫川女子大学名誉教授。

## 人物・来歴
兵庫県生まれ。旧姓・徳田。大阪市立大学大学院生活科学研究科博士課程修了、97年「ニイル「新教育」思想の研究 社会批判にもとづく「自由学校」の地平」で学術博士。鳴門教育大学助教授、武庫川女子大学教授。2019年退職。

## 著書
- 『ニイル「新教育」思想の研究 社会批判にもとづく「自由学校」の地平』大空社, 1998.12
- 『イギリス新教育運動の生起と展開 教師の自律性と専門職化の歴史』知泉書館, 2022.2

共著
- 『講義教育原論 人間・歴史・道徳』宮野安治,菱刈晃夫共著. 成文堂, 2011.3

### 翻訳
- ピーター・カニンガム『イギリスの初等学校カリキュラム改革 1945年以降の進歩主義的理想の普及』木村裕三共監訳. つなん出版, 2006.7
- ネル・ノディングズ『幸せのための教育』菱刈晃夫共監訳. 知泉書館, 2008.4
- リチャード・オルドリッチ『教育史に学ぶ イギリス教育改革からの提言』木村裕三共監訳. 知泉書館, 2009.12
- ロイ・ロウ『進歩主義教育の終焉 イングランドの教師はいかに授業づくりの自由を失ったか』添田晴雄共監訳. 知泉書館, 2013.6